# Dicranomyia (Dicranomyia) polystonyx
Dicranomyia (Dicranomyia) polystonyx is een tweevleugelige uit de familie steltmuggen (Limoniidae). De soort komt voor in het Neotropisch gebied.